# Shunta Takahashi
Shunta Takahashi (japanisch 高橋 駿太 Takahashi Shunta; * 9. Februar 1989 in Imizu) ist ein ehemaliger japanischer Fußballspieler.

## Karriere
Takahashi erlernte das Fußballspielen in der Schulmannschaft der Toyama Daiichi High School. Seinen ersten Vertrag unterschrieb er 2007 bei Montedio Yamagata. Der Verein spielte in der zweithöchsten Liga des Landes, der J2 League. 2009 wechselte er zum Tochigi Uva FC. Am Ende der Saison 2009 stieg der Verein in die vierte Liga auf. Für den Verein absolvierte er 47 Ligaspiele. 2011 wechselte er zum Ligakonkurrenten FC Ryūkyū. Für den Verein absolvierte er 95 Ligaspiele. 2014 wechselte er zum Ligakonkurrenten AC Nagano Parceiro. Für den Verein absolvierte er 45 Ligaspiele. 2016 wechselte er zum Zweitligisten Thespakusatsu Gunma. Am Ende der Saison 2017 stieg der Verein in die dritte Liga ab. Für Gunma absolvierte er 108 Ligaspiele. 2019 wechselte er zum Ligakonkurrenten Kataller Toyama. Hier bestritt er 119 Ligaspiele und erzielte 19 Treffer. Nach der Saison 2023 beendete er seine Karriere als Fußballspieler.